# Arthur Coninx
Arthur Coninx (Kermt, 31 augustus 1884 - Hasselt, 17 december 1942) was een Vlaamse schrijver, kunstschilder en muzikant.

## Biografie
Coninx werd geboren en groeide op in de Van Veldekemolen in Kermt. Hij volgde enkele jaren middelbaar onderwijs aan het Sint-Jozefscollege in Hasselt. Daarna werd hij postmeester te Lummen, waar hij in 1909 trouwde met Hélène Mees. Na haar dood trad hij in het huwelijk met haar zuster Maria Mees, een onderwijzeres. Uit de twee huwelijken kwamen 8 kinderen voort.
Toen Coninx 26 jaar was, trokken zijn ouders met zijn broers en zusters naar Amerika en Canada om er te gaan boeren. Als oudste zoon bleef hij samen met zijn vrouw Hélène en een pasgeboren kind in Lummen achter.
Coninx was een autodidact als schilder, die gaandeweg het métier beter en beter ging beheersen. In Charles Wellens, een buur van hem, vond hij een zielsverwant en hij inspireerde de 5 jaar jongere Lummenaar tot het maken van diens eerste schilderijen. Als teken van appreciatie heeft Wellens in 1919 verschillende keren een portret van de Lummense postmeester gemaakt. Een van deze portretten is terug te vinden in Het Stadsmus van Hasselt.
Coninx vereeuwigde tientallen – vaak Lummense – landschappen. Hij schilderde onder meer in Rekhoven, op het domein van het Kasteel De Burg, aan de Mangelbeek en de vijvers van Thiewinkel en bij de Kluis van de Beukeboom. De schilderijen zijn klassiek van opzet en vaak in olieverf geschilderd. Er zijn ook enkele stillevens met fruit van hem bekend.
Coninx was lid van Kunstkring De Heecrabbers, waarvan de meeste leden behoorden tot de Franstalige hogere burgerij. Deze Hasseltse kunstkring stelde tussen 1926 en 1938 tentoon, meestal in de lokalen van de Société Littéraire aan de Grote Markt van Hasselt. De naam Arth. Coninx komt voor op de lijst van exposanten in 1927, 1928, 1933 en 1934. Zijn mooiste schilderijen verkocht Arthur op een tentoonstelling van de post in Brussel en zo raakten ze verspreid over het hele land.
In maart 1998 werden enkele van Coninx’ schilderijen, waaronder de drie stillevens met fruit, aan het publiek getoond op de grote tentoonstelling ‘Charles Wellens en zijn tijdgenoten’. Coninx liet overigens zijn licht weleens schijnen over het werk van zijn vriend.
Coninx was niet alleen schilder, maar ook muzikant en een kwart eeuw lang dirigent van de Lummense Harmonie Sint-Cecilia. Het meest bekend werd hij echter als toneelschrijver. Van zijn hand verschenen 5 stukken, die honderden keren overal in Vlaanderen werden opgevoerd. Op een na waren het volkse komedies die veel bijval kenden. Coninx schreef voorts een aantal verhalen en een roman, die in feuilletonvorm werd gepubliceerd.
Coninx stierf halverwege de Tweede Wereldoorlog, op 17 december 1942.